# 伊豆市立土肥小中一貫校
伊豆市立土肥小中一貫校（いずしりつといしょうちゅういっかんこう ）は、静岡県伊豆市土肥に所在する公立小中一貫校。
2018年4月1日に伊豆市立土肥小学校と伊豆市立土肥中学校を統合し中学校校舎に開校した静岡県初の義務教育学校。
初代校長は仁科聡（元土肥小学校長）、愛唱歌は『仲間がいるから』。

## 沿革
- 2014年（平成26年）6月23日 - 土肥地区小中一貫校設立準備委員会発足[3][4]。
- 2017年（平成29年）
  - 1月 - 校名を「伊豆市立土肥海の恵学園」に決定[5]。
  - 8月 - 校名を「伊豆市立土肥海の恵学園」から「伊豆市立土肥小中一貫校」に変更[6]。
- 2018年（平成30年）
  - 4月1日 - 伊豆市立土肥小学校と伊豆市立土肥中学校を統合し伊豆市立土肥小中一貫校を設立。
  - 4月6日 - 開校[7]。同日、始業式挙行。
  - 4月9日 - 第1回入学式と7年生進級式（中学校入学式相当）挙行。
- 2019年（平成31年）
  - 3月20日 - 第1回卒業式と最初の修了式挙行。
  - 3月28日 - 最初の離任式挙行。

## 通学区域
- 土肥、小土肥、八木沢、小下田[8]

## アクセス
- 東海バス「W30」・「W31」・「W39」の系統で、「土肥金山」バス停下車後、徒歩約430m・約11分。
- JR東海・伊豆箱根鉄道三島駅、伊豆箱根鉄道修善寺駅から、上述の路線バスで、「土肥金山」バス停下車後徒歩。